# Still 2gether
Still 2gether（スティル・トゥギャザー、タイ語: เพราะเรา(ยัง)คู่กัน）は、メータウィン・オーパッイアムカジョーン（ウィン）とワチラウィット・チワアリー（ブライト）が主演する2020年のタイのテレビドラマで 、同年2月から放送された『2gether』の続編である。
GMMTVが制作し、ノッパナッ・チャウィモンが監督した。 2020年8月14日から9月11日までの間、毎週金曜日にGMM 25にて20:00 ICTに放送された。 

## あらすじ
恋人同士になったタインとサラワットの物語は、一見ハッピーエンドのように思えたが、実はそれは2人の間に再び訪れる試練の始まりだった。
2年生になったタインとサラワットは、愛とぬくもりに満たされていた。しかし、軽音部の部長であるディムが卒業したことでサラワットが次期部長になり、タインもチアリーダー部の部長であるファンに次期部長になってほしいと頼まれてから2人の間に問題が生じはじめる。軽音部とチアリーダー部の部室が移動になり隣同士になったことで、騒音をめぐる対立が絶えなくなったのだ。この対立に、プーコーンとミル、マンとタイプ、ディムとグリーン、ボス、ペア、フォン、オーム、イアーンといった友人たちまでもが巻き込まれてゆく。
"愛"と"義務と責任"の間で、タインとサラワットは揺れ動くのだった。

## キャラクター設定・キャスティング

### 主演
- タイン・ティパコーン （メータウィン・オーパッイアムカジョーン（ウィン））

法学部に通うハンサムな大学2年生。学部のチアリーディングチームの部長。軽音楽部のメンバーでもある。サラワットの恋人。
- サラワット・ガンチタノン（ワチラウィット・チワアリー（ブライト））

政治学部に通う学内で人気の大学2年生。サッカー選手兼ギタリストで軽音楽部の部長。部活で結成したバンド「Crtl S」のリーダー。タインの恋人。

### 脇役
- プーコーン（タナットサラン・サムトンライ（フランク））

サラワットの弟で大学の新入生。ミルのことが好き。
- ミル（サッタブット・レーディキー（ドレーク））

タインのことが好きだった建築学部の先輩。プーコンの思い人。
- マン（チンラット・シリポンチャワリット（マイク））

サラワットの親友の一人で、タイプの恋人。
- タイプ（ジラキット・クーアーリヤクン（トップタップ））

タインの兄で、マンの恋人。
- ディム（シワコーン・レーチューチョー（ガイ））

軽音楽部の元部長。グリーンの恋人。
- グリーン（コラウィット・ブーンスィ（ガン））

人文社会学部の大学2年生。かつてタインに交際を迫っていたが、今はディムの恋人。
- ボス（チョンナカン・アーポンスティナン（ガンスマイル））

サラワットの親友の一人。ペアのことが気になっている。
- ペア（パッタラーニット・リンパティッヤーコーン（ラブ））

軽音楽部の元部員。かつてタインが好意を寄せていた女の子。
- フォン（タナワット・ラッタナキットパイサーン（カオタン））

タインの親友の一人。タインの良き理解者でありアドバイザー。
- オーム（チャヤコーン・ジュターマー（ジェージェー））

タインの親友の一人。ソーシャルメディアに精通している。
- アーン（ラチャーナン・マハーワン（フィルム））

軽音楽部の部員で、部で結成したバンド「Crtl S」のメンバー。
- ファン（パッチラー・カンラッタナスー（ナナン））

法学部チアリーディング部の元部長。

### ゲスト出演
- ジェニー（ワッチャラ・スクチュム（ジェニー））

音楽部の新入生歓迎イベントにゲストとして招かれた伝説のエレキギタリスト。（第2話）
- 教授役（タナワット・プラシットソムポーン）

新入生歓迎イベント時に外を通りかかった教授。（第2話）

## エピソード
| No. | タイトル | 放送日        |
| --- | --- | ------------- |
| 1   | 第1話 | 2020年8月14日 |
| 1   | タインとサラワットが付き合い始めてから1年後。サラワットは軽音楽部の部長になり、副部長としてタインを指名する。しかし、一部の人たちはコネで入部したタインに副部長としての資質があるのか疑問を抱いていた。タインも自分が軽音楽部に入部できたのは自分の実力ではないと分かっていて、改めて入部テストを受けることを宣言する。ひとり夜遅くまで練習しているタインに他の男が近づいているとの噂を耳にしたサラワットは、心配してその様子を見に行くのだった。 |               |
| 2   | 第2話 | 2020年8月21日 |
| 2   | 部室が引っ越しになり、軽音楽部とチアリーディング部が隣同士になったことで、お互いが発する音を巡るトラブルが発生し、チア部の部長になったタインと軽音楽部部長のサラワットを悩ませる。一方で、誕生日が迫るタインのために、サラワットはサプライズを計画していた。また、ボスとプーコーンはそれぞれ思い人に何とか近づこうと努力し、タイプは昇進に伴うプーケットへの異動についてマンにどう伝えるべきか悩んでいた。                                        |               |
| 3   | 第3話 | 2020年8月28日 |
| 3   | 2年に1度開催される大学の2Uイベントが目前に迫っている中、イベント出場に向けたチア部と軽音楽部の練習が白熱し、騒音問題が再び持ち上がる。そこで軽音楽部のCtrl+Sのメンバーは、イベントまでの2週間、ディムの自宅に泊まり込みで練習を行うことにした。しかし2週間もサラワットと離れて暮らすことにタインは耐えられず涙を流す。一方で、チアの練習中に倒れたプーコーンは看病のため付いてきてくれたミルに改めて思いを伝える。                                |               |
| 4   | 第4話 | 2020年9月4日  |
| 4   | ディムの家での2週間の強化合宿の間、ディムは練習に集中させるため全員の携帯電話を没収してしまう。タインとの連絡が取れなくなったサラワットは、タインへの恋しさを募らせてゆく。ある夜、タインに会うためこっそりと抜け出してアパートに戻ったサラワットは、サラワットへの恋しさに泣きながらも強くあろうとするタインの姿を目撃する。 |               |
| 5   | 第5話 | 2020年9月11日 |
| 5   | 2Uイベント終了後、軽音楽部とチアリーディング部は合同でビーチへとボランティア合宿に出発する。合宿中、タインはサラワットとの記念日にサプライズを計画していたがなかなかタイミングが合わない。一方のサラワットも記念日を忘れていたわけではなくて…。そして合宿が終わる頃には、サラワットとタイン、ディムとグリーン、マンとタイプ、プーコーンとミル、ボスとペアたちは、それぞれの愛の形を見つける。                                                     |               |

## 略歴
2gether放送終了後の2020年6月1日に、GMMTVより5つのスペシャルエピソードが年内に放送されることが発表される。7月6日にクランクインし、途中7月25日に急遽エキストラの募集が行われ7月27日（9時～15時）・29日（7時～22時）にエキストラを交えた撮影が行われた。 8月5日にクランクアップした。
2020年8月14日に最初のエピソードが放送されると、ハッシュタグ「ยังคันกูEp1」（直訳：Still Together エピソード1）が、Twitterにて世界のトレンド1位となったほか、タイ、ベトナム、シンガポール、マレーシア、インドネシア、プエルトリコ、ブラジル、日本、インド、アメリカ、メキシコ、ペルーの12か所でもトレンド入りした。

## タイ国外における放送
- フィリピン - 2020年8月14日の金曜日22:30 PST（フィリピン語吹替版）と23:30 PST（英語字幕オリジナルバージョン）よりiWantにて、8月15日の土曜日22:00 PSTよりカパミリア・チャンネルにて放送される。[9][10]

- 日本 - 第1話放送時より公式YouTubeによる視聴はジオブロックにより制限されており、視聴にはVPNを使用するか、リアルタイムのインターネットテレビでの視聴に限られた。これによるファンの批判を受けて前作『2gether』の日本における版権を取得した株式会社コンテンツセブンは、8月15日に改めて同社ではStill 2getherの購入はしておらず、この度のジオブロックについては無関係であることをTwitter上にて表明した。[11]

9月28日に株式会社クロックワークスが日本配給権を取得したことを公表した。2020年12月より日本国内での配給を開始した。

## サウンドトラック

### オリジナル・サウンドトラック
| 曲名                               | （ローマ字）         | アーティスト                                                                        | ノート                                | Ref.   |
| ---------------------------------- | -------------------- | ----------------------------------------------------------------------------------- | ------------------------------------- | ------ |
| ติดกับ                               | Tit Kap              | Natthawut Jenmana (Max)                                                             | オープニングテーマ                    |        |
| ยังคู่กัน                              | Yang Khu Kan         | ブライト・ワチラウィット・チワアリー ウィン・メータウィン・オーパッイアムカジョーン | エンディングテーマ                    | [ 14 ] |
| With A Smile (Eraserheadsのカバー) |                      | ブライト・ワチラウィット・チワアリー                                                | Still2gether フィリピンのテーマソング | [ 15 ] |
| คนนั้นต้องเป็นเธอ                      | Khn Nan Tong Pen Tue | ウィン・メータウィン・オーパッイアムカジョーン                                      | 第5話                                 | [ 16 ] |

### Scrubb（スクラブ）
| 曲名                    | （ローマ字）                        | （英語）                                    | アルバム    | 年   | 話数 |
| ----------------------- | ----------------------------------- | ------------------------------------------- | ----------- | ---- | ---- |
| ลึกลึก                    | Luekluek                            | Deep                                        | Clean       | 2013 | 1    |
| ขอ                      | Kho                                 | Wish                                        | Sound About | 2000 | 1    |
| รักนิรันดร์                 | Rak Ni Ran                          | Eternal Love                                | Clean       | 2012 | 2    |
| เก็บมันเอาไว้              | Gep Mun Ow Wai                      | Keep it                                     | SSS..S..S   | 2003 | 3    |
| ทุกอย่าง                  | Thuk Yang                           | Everything                                  | Sound About | 2000 | 3, 4 |
| เก็บไว้กับเธอ              | Kep Wai Kap Thoe                    | Keep It With You                            | Mood        | 2007 | 4    |
| คู่กัน                     | Khu Kan                             | Together                                    | Club        | 2005 | 4, 5 |
| รอยยิ้ม                   | Roi Yim                             | Smile                                       | Clean       | 2013 | 4    |
| เข้ากันดี                  | Khaokandi                           | Click                                       | Mood        | 2007 | 5    |
| See Scape               |                                     | See Scape                                   | Club        | 2004 | 5    |
| เธอหมุนรอบฉัน ฉันหมุนรอบเธอ | Thoe Mun Rop Chan Chan Mun Rop Thoe | You Revolve Around Me, I Revolve Around You | Lite        | 2008 | 5    |

## DVD/Blu-ray
- タイ - 2021年1月4日にGMMTVよりDVD BOXSETが発売された。[17]
- 日本 - 2021年9月11日にTCエンタテインメントよりBlu-rayとDVD BOXが発売された。[18]